# 中西亮
中西 亮（なかにし あきら、1928年2月15日 - 1994年4月）は、中西印刷株式会社第6代社長。文字研究家。印刷会社経営の傍ら、世界の文字資料を収集したことで知られる。

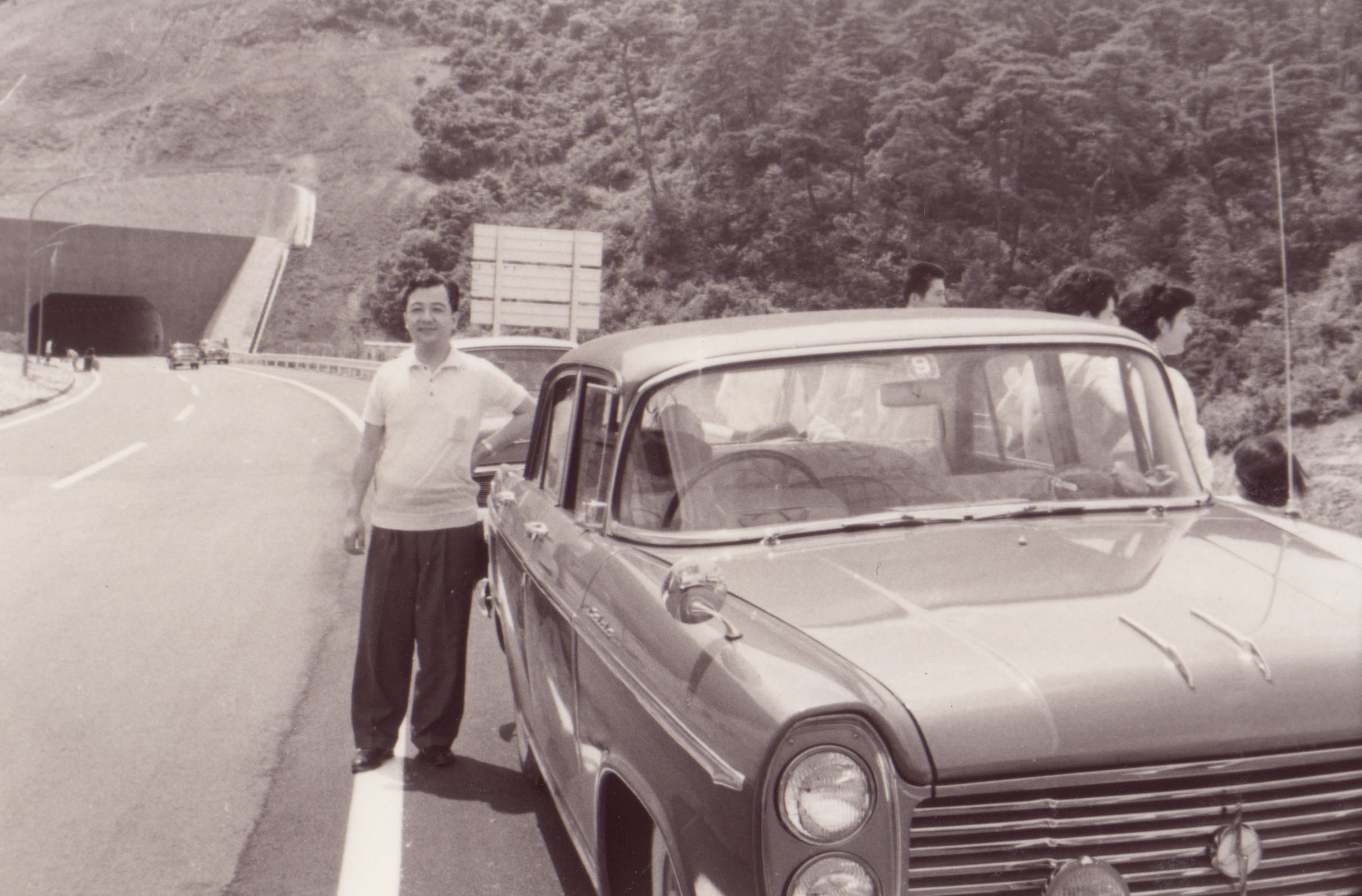
開通した頃の名神高速道路にて。（1963年）

## 人物
京都府出身。1955年京都大学法学部卒業。
印刷会社の経営者としては活版印刷の近代化に尽力し、モノタイプを電子的に駆動したワープロ入力活字出力システムを考案した。ただし、活版はその後DTPや平版印刷に駆逐されてしまったため、その試みは成功しなかった。
印刷会社の経営者という立場から文字の研究にのめりこみ、世界中をまわって文字資料の収集に努めた。そのコレクションは国立民族学博物館初代館長梅棹忠夫に高く評価され、死後、国立民族学博物館に寄贈された。また、著書『世界の文字』の英訳書 Writing systems of the world: alphabets, syllabaries, pictograms は、ユニコードの制定に当たって文字の出所として使用された。
文字収集以外にもアマチュアアクアリストとしても著名で、特にさんごなどの無脊椎動物を閉鎖水槽内で飼育する研究で知られる。また、京都では年末恒例の素人歌舞伎にも出演するなど、いわゆる京都の旦那衆を地でいく存在だった。
物理学者の中西襄は弟、婦人運動家の中西豊子は妻、文筆家の中西秀彦は長男。

## 著書
- 『世界の文字』松香堂書店、1975年。ISBN 978-4-8380-9101-0。
  - Nakanishi, Akira (1980). Writing systems of the world: alphabets, syllabaries, pictograms. Rutland, VT: Charles E. Tuttle. ISBN 0-8048-1654-9
  - 『世界の文字』（改訂版）松香堂書店、1990年。ISBN 978-4-87974-066-3。
- 『世界の文字をたずねて』松香堂書店、1983年。ISBN 978-4-87974-821-8。
- 『文字に魅せられて』同朋舎出版、1994年。ISBN 978-4-8104-1882-8。